# Estadio Fiscal de Talca
Das Estadio Fiscal de Talca (voller Name: Bicentenario Estadio Fiscal de Talca, kurz: Estadio Fiscal) ist ein Fußballstadion mit Leichtathletikanlage in der chilenischen Stadt Talca, Región del Maule. Es bietet nach einer Renovierung 2019 insgesamt 16.070 Plätze und ist die Heimspielstätte des Fußballvereins Rangers de Talca.

## Geschichte

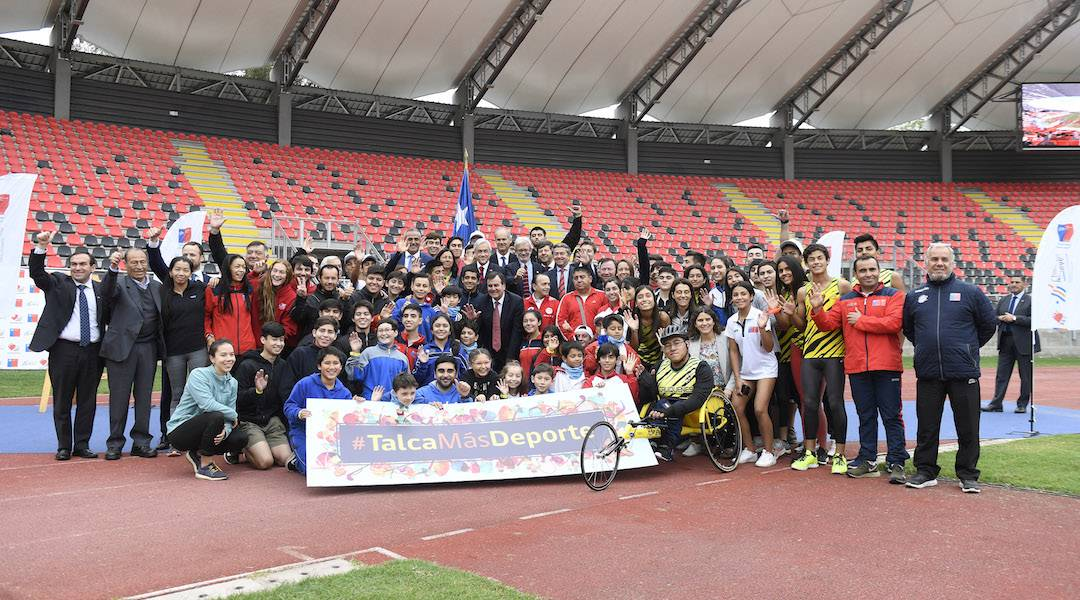
Wiedereröffnung des Estadio Fiscal am 9. April 2019 mit dem Staatspräsident Sebastián Piñera

Die Anlage wurde am 22. November 1930 mit 17.000 Plätzen eröffnet. In der Zeit von 2009 bis 2011 wurde es komplett renoviert und bot Platz für 8324 Zuschauer. Im Jahr 2009 wurde mit dem Umbau des Stadions begonnen, bis das heftige Erdbeben in Chile 2010 drastische Änderungen der Baupläne erzwang, welche die Umsetzung des Projekts gefährdeten. Die Behörden gaben schließlich die Umbauten frei. Durch die Ausstattung mit Sitzen reduzierte sich die Kapazität von 17.000 auf 8.200 Zuschauer. Zudem wurden neue Umkleideräume, eine V.I.P.-Lounge und eine neue Flutlichtanlage errichtet sowie Dachumbauten vorgenommen. Das Spielfeld wurde mit einem neuen Rasen ausgestattet. Außerdem bestand die Möglichkeit, das Stadion auf eine Kapazität von 12.000 Zuschauern auszubauen, womit die Kriterien der FIFA erfüllt würden.
Das Stadion wurde für die ersten zwei Heimspiele der Rangers de Talca in der Copa Libertadores 1970 genutzt. Die restlichen drei Heimspiele in der Gruppe fanden in Santiago de Chile statt. Es war des Weiteren einer der Austragungsorte der U-17-Fußball-Weltmeisterschaft 2015. Es wurden dort sechs Vorrunden- und ein Viertelfinalspiel ausgetragen. Im Rahmen der U-17-Fußball-Südamerikameisterschaft 2017 wurden sechs Spiele der Gruppe B im Stadion von Talca veranstaltet. 2019 wurden Spiele der U-20-Fußball-Südamerikameisterschaft im Estadio Fiscal de Talca ausgetragen. Es wurde als eines von vier Stadien der U-20-Fußball-Weltmeisterschaft 2025 ausgewählt. Für dieses Turnier werden Anpassungen nach FIFA-Standard durchgeführt. Es wird das Flutlicht und der Rasen erneuert. Ein V.I.P.-Bereich mit 150 Sitzplätzen soll entstehen. Des Weiteren werden moderne Anzeigetafeln, ein Drainage-System für den Rasen und eine neue Beschallungsanlage installiert, hinzu kommt die Sanierung der Umkleidekabinen. Begonnen wurden die Arbeiten im Herbst 2024 mit dem Austausch der Leichtathletikanlage für 930 Mio. Pesos (rund 908.000 Euro). In die weiteren Arbeiten sollen fast fünf Mrd. Pesos (etwa 4,8 Mio. Euro) investiert werden.

## Wichtige Spiele

### Copa Libertadores 1970
- 18. Mär. 1970, Gruppe 3:  Rangers de Talca –  Deportivo Cali 0:2
- 21. Mär. 1970, Gruppe 3:  Rangers de Talca –  América de Cali 2:0

### Finale um die Copa Chile
- Copa Chile 1996 – 28. Nov. 1996, Hinspiel: Rangers de Talca – CSD Colo-Colo 1:1 (1:0)
- Copa Chile 2014/15 – 28. Mär. 2015: CD Universidad de Concepción – CD Palestino 3:2 (2:0)
- Copa Chile 2021 – 4. Sep. 2021: CSD Colo-Colo – Everton de Viña del Mar 2:0 (0:0)

### U-17-Fußball-Weltmeisterschaft 2015
- 18. Okt. 2015, 16:00 Uhr, Gruppe D:  Belgien –  Mali 0:0
- 18. Okt. 2015, 19:00 Uhr, Gruppe D:  Honduras –  Ecuador 1:3 (0:2)
- 21. Okt. 2015, 17:00 Uhr, Gruppe D:  Belgien –  Honduras 2:1 (1:0)
- 21. Okt. 2015, 20:00 Uhr, Gruppe D:  Ecuador –  Mali 1:2 (0:1)
- 24. Okt. 2015, 16:00 Uhr, Gruppe D:  Ecuador –  Belgien 2:0 (1:0)
- 24. Okt. 2015, 19:00 Uhr, Gruppe C:  Deutschland –  Mexiko 1:2 (0:0)
- 29. Okt. 2015, 17:00 Uhr, Achtelfinale:  Mali –  Nordkorea 3:0 (2:0)

### U-17-Fußball-Südamerikameisterschaft 2017
- 26. Feb. 2017, Gruppe B:  Paraguay –  Venezuela 2:2 (1:0)
- 26. Feb. 2017, Gruppe B:  Argentinien –  Peru 3:0 (2:0)
- 02. Mär. 2017, Gruppe B:  Venezuela –  Peru 3:2 (2:2)
- 02. Mär. 2017, Gruppe B:  Brasilien –  Paraguay 1:1 (1:1)
- 04. Mär. 2017, Gruppe B:  Paraguay –  Peru 2:0 (2:0)
- 04. Mär. 2017, Gruppe B:  Brasilien –  Argentinien 2:0 (0:0)

### U-20-Fußball-Südamerikameisterschaft 2019
- 18. Jan. 2019. 17:10 Uhr, Gruppe B:  Ecuador –  Paraguay  3:0 (2:0)
- 18. Jan. 2019. 19:30 Uhr, Gruppe B:  Uruguay –  Peru 0:1 (0:0)
- 22. Jan. 2019. 17:10 Uhr, Gruppe B:  Argentinien –  Ecuador 0:1 (0:0)
- 22. Jan. 2019. 19:30 Uhr, Gruppe B:  Paraguay –  Peru 1:0 (0:0)
- 26. Jan. 2019. 17:10 Uhr, Gruppe B:  Argentinien –  Peru 1:0 (0:0)
- 26. Jan. 2019. 19:30 Uhr, Gruppe B:  Uruguay –  Paraguay 1:0 (1:0)